# Kirsten McAslan
Kirsten McAslan (ur. 1 września 1993) – brytyjska lekkoatletka specjalizująca się w biegach sprinterskich. 
W 2011 podczas mistrzostw Europy juniorów indywidualnie odpadała w eliminacjach biegu na 400 metrów, a wraz z koleżankami sięgnęła po złoty medal w biegu rozstawnym 4 x 400 metrów. 
W 2015, startując w biegu rozstawnym 4 × 400 metrów, zdobyła srebro halowych mistrzostw Europy oraz młodzieżowego czempionatu Europy. Weszła w skład brytyjskiej sztafety 4 × 400 metrów, która wystartowała w eliminacjach mistrzostw świata w Pekinie. McAslan nie znalazła się w składzie finałowym, a jej koleżanki z reprezentacji wywalczyły brązowy medal.
Złota medalistka mistrzostw Wielkiej Brytanii.
Rekordy życiowe: bieg na 400 metrów (stadion) – 52,13 (9 lipca 2015, Tallinn); bieg na 400 metrów (hala) – 52,28 (21 lutego 2015, Birmingham).